# Cantaurea
Cantaurea is een geslacht van uitgestorven weekdieren uit de klasse van de Gastropoda (slakken).

## Soort
- Cantaurea imperforata Landau, da Silva & Heitz, 2016 †